# Seznam hlav států v roce 1000

## Afrika
- Fátimovský chalífát - Al-Hakim bi-Amr Allah (996–1021)
  - Ifrikíja - Badis ibn Mansur, Zirid Viceroy (995–1016)
- Makúrie - Rafael, Král Makúrie (1000–1006)

## Asie
- Abbásovský chalífát - al-Kádir (991–1031)
- Aleppský emirát - Sa'id ud-Dawlah Sa'id (991–1002)
- Ásám - Brahmapala, (990–1010)
- Bucharský emirát - Ismáíl II (999–1004)
- Buyidská říše - Firuz Abu Nasr Baha' al-Dawla (988–1012)
- Byzantská říše - Basileios II. Bulgaroktonos (976–1025)
- Království Čérů - Bhaskara Ravivarman I (962–1019)
- Kaljání - Áhavamalla Satjášraja, Král Čáljukovců (997–1008)
- Čína -
  - Severní Sung - Čen-cung (997–1022)
  - Říše Liao -
    - Monarcha - Shengzong, (983–1031)
    - de facto - Císařovna Xiao (982–1009)

  - Království Ta-li - Duan Suying (986–1009)
  - Západní Sia - Li Jiqian (984–1004)
- Čólská říše - Rádžarádža I. Veliký, Král Čólů (985–1014)
- Ghaznovská říše - Mahmúd z Ghazny (998–1030)
- Gudžarát - Čámundarádža, Čaulukja (995–1010)
- Japonsko (Období Heian) -
  - Monarcha - Ičidžó (986–1011)
  - de facto - Fudžiwara no Mičinaga (995–1017)
- Goryeo - Mokjong (997–1009)
- Málva -
  1. Sindhuraja (995–1010)
  2. Bhódži (asi 1000–1055)
- Manípur - Kainou Irengba (983–1073)
- Království Mataram - Dharmawangsa (985–1006)
- Mosulský emirát - Husan ud-Dawlah al-Muqallad (996–1001)
- Multanský emirát - Nasr ibn Hamid (997-?)
- Urísa -
  1. Yayati Mahsivagupta I (970–1000)
  2. Bhimaratha Mahabhavagupta (1000–1015)
- Pála - Mahípála I. (988–1038)
- Persie - Kábús ibn Vušmgír (976–1012) z dynastie Zijárů
- Gudžarští Pratihárové - Rádžjapála (asi 990–1018)
- Saindhavské království - Kawat I (982–1003)
- Sindh - klan Hibari (850–1005)
- Transoxanský emirát - Ahmad Nasr al-Haqq Qutb ad-Dawla (998–1017)
- Západní Ganga - Rakkasa Ganga (985–1024)

## Evropa

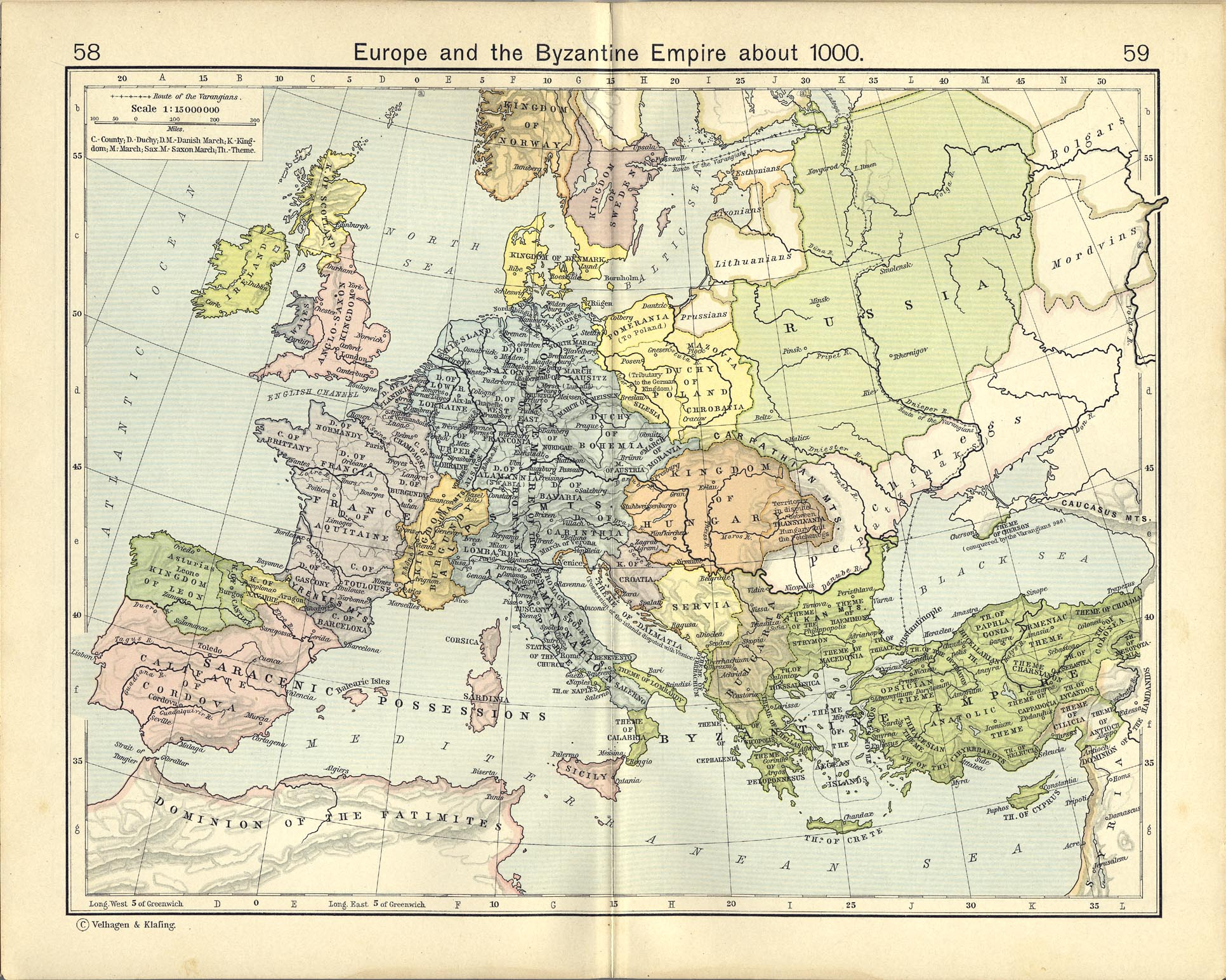
Evropa roku 1000 (1911)

- První bulharská říše - Samuel I., Bulharský car (977–1014)
- Burgundské království - Rudolf III. (993–1032)
  - Burgundské hrabství - Otto-William (982–1026)
  - Provenceské hrabství -
    - Rotbold II. (968–1008)
    - William II. (993–1018)
- Byzantská říše - Basileios II. Bulgaroktonos (976–1025)
- Kavkaz
  - Arménské království -  Gagik I. (989–1020)
  - Gruzínské království - Gurgen II. (994–1008)
  - Kachetské království - David (976–1010)
  - Klarjeti - Sumbat III. (993–1011)
- Chorvatské království -
  1. Svetoslav Suronja (997–1000)
  2. Krešimir III. (1000–1030)
  3. Gojslav (1000–1020)
- Dánské království - Sven I. Dánský (985/986–1014)
- Anglické království - Ethelred II. (978–1013)
- Francouzské království - Robert II. (996–1031)
  - Hrabství Angoulême - William IV. (988–1028)
  - Hrabství Anjou - Fulko III. (987–1040)
  - Akvitánské vévodství - Vilém V. (995–1030)
  - Bloiské hrabství - Theobald II. (995–1004)
  - Bretaňské vévodství - Geoffroy I. (992–1008)
  - Burgundské vévodství - Henry I. (965–1002)
  - Flanderské hrabství - Balduin IV. Bradatý (987–1035)
  - Hrabství Maine - Hugh III. (992–1015)
  - Normandské vévodství - Richard II. (996–1026)
  - Hrabství Toulouse - William III. Taillefer (978–1037)
  - Hrabství Vermandois -
    1. Herbert III. (987–1000)
    2. Albert II. (c. 1000–1010)
- Gaskoňské vévodství - Bernat I. (996–1009)
- Svatá říše římská - Ota III. (996–1002)
  - Bavorské vévodství - Jindřich IV. (995–1005)
    - Rakouská marka - Jindřich I. Babenberský (994–1018)
    - Bavorská marka - Jindřich ze Schweinfurtu (994–1004)

  - České knížectví - Boleslav III. Ryšavý (999–1002)
  - Karintské vévodství - Jindřich IV. (995–1002)
  - Dolnolotrinské vévodství - Ota (977–1012)
    - Holandské hrabství - Dirk III. (993–1039)
    - Henegavské hrabství - Reginar IV. (998–1013)
    - Namurské hrabství - Albert I. Namurský (c. 981–1011)

  - Hornolotrinské vévodství - Dětřich I. z Baru (978–1026/1027)
    - Barské hrabství - Dětřich I. z Baru (978–1026/1027)
    - Lucemburské hrabství - Jindřich I. (998–1026)

  - Lotrinské vévodství - Ezzo (996–1034)
  - Saské vévodství - Bernard I. (973–1011)
    - Saská východní marka - Gero II. (993–1015)
    - Severní marka - Lothair (983–1003)
    - Míšeňské markrabství - Ekkehard I. (985–1002)

  - Švábské vévodství - Heřman II. (997–1003)
- Uherské království - Štěpán I. Svatý (1000–1038)
- Irsko - Máel Sechnaill mach Domnaill, Irský velekrál (980–1002)
  - Ailech - Áed mac Domnaill Ua Néill (989–1004)
  - Connacht - Cathal mac Conchobar mac Taidg (973–1010)
  - Uí Maine - Tadhg Mór Ua Cellaigh (985–1014)
  - Leinster - Donnchad mac Domnall Claen (984–1003)
  - Království Mide - Máel Sechnaill mac Domnaill (c. 975–1022)
  - Munster - Brian Boru (978–1014)
- Italské království - Ota III.
  - Vévodství Amalfi - Manso I. (966–1004)
  - Knížectví Benevento - Pandulf II. (981–1014)
  - Knížectví Capua - Landulf VII. (999–1007)
  - Katepanikion Itálie (území pod byzantskou vládou) - Řehoř Tarchaneiotes (998–1006)
  - Vévodství Gaeta - Jan III. (984–1008)
  - Ivrejská marka - Arduin (c. 990–1015)
  - Markrabství Montferrat - William III. (991–1042)
  - Neapolské vévodství - Jan IV. (997–1002)
  - Papežský stát - Silvestr II. (999–1003)
  - Knížectví Salerno - Guaimar III. (994–1027)
  - Sicilský emirát - Ja'far al-Kalbi (998–1019)
  - Toskánské markýzství - Hugh (961–1001)
  - Benátská republika - Pietro II. Orseolo (991–1009)
- Kyjevská Rus - Vladimír I. Svjatoslavič (980–1015)
  - Polocké knížectví - Izjaslav Vladimirovič (989–1001)
  - Kyjevské knížectví - Jaroslav I. Moudrý (996–1010)
  - Turovsko-pinské knížectví - Svjatopolk I. Vladimirovič (997–1019)
- Norské království -
  1. Olaf I. Tryggvason (995–1000)
  2. Svein Håkonsson, Regent (1000–c. 1015)
  3. Eiríkr Håkonsson, Regent (1000–1012)
  4. Sven Vidlí vous (1000–1014)
- Polské knížectví - Boleslav Chrabrý (992–1025)
- Království Alba (Skotsko) - Kenneth III. (997–1005)
- Srbsko -
  1. Petrislav, (asi 992–1000)
  2. Jan Vladimír (asi 1000–1016)
- Iberský poloostrov -
  - Barcelonské hrabství - Ramon Borrell (993–1017)
  - Kastilské hrabství - Sancho García (995–1017)
  - Córdobský chalífát -
    - Hisham II. (976–1009)
    - Al-Mansur Ibn Abi Aamir (978–1002)

  - Království León - Alfons V. Vznešený (999–1028)
    - Portugalské hrabství - Mendo II Gonçalves (997–1008)

  - Pamplonské království - García IV. (994–1004)
    - Viguerské království - Sancho Ramírez (c. 991–c. 1002)

  - Urgelské hrabství - Ermengol I. (993–1011)
- Švédské království - Olof Skötkonung (995–1022)
- Wales -
  - Království Gwynedd - Cynan ap Hywel (999–1005)